# Обрушение жилого дома в Серфсайде
Обрушение жилого дома в Серфсайде — техногенная катастрофа, произошедшая ночью 24 июня 2021 года в пригороде Майами Серфсайд (Флорида, США). В результате частичного обрушения двенадцатиэтажного жилого дома погибли 98 человек. Поисковая операция продолжалась один месяц.

## Здание
Жилое здание Champlain Towers South было расположено по адресу 8777 Коллинз Авеню на первой береговой линии. Здание было заложено как часть серии Champlain Towers в 1979 и построено в 1981 году. В жилом доме было 136 квартир. Плановый срок службы здания был установлен в 40 лет (с рекомендуемой последующей переаттестацией ещё на 40 лет), что полностью совпало с фактическим сроком.
Первоначальный план серии Champlain Towers предполагал строительство двенадцатиэтажных домов, однако в этом персональном случае застройщик позже решил добавить пентхаус, увеличив тем самым высоту на 3 м, что превышало норму по высоте в городе в то время. Окончательная высота здания составила 48,1 м. Архитектором здания являлся Уильям М. Фридман.

## Катастрофа и поисково-спасательная операция
Обрушение произошло примерно в 1:30 по местному времени. Катастрофа попала в запись уличной веб-камеры. Сначала рухнула одна часть здания, примерно через девять секунд — вторая. На месте обрушения начался пожар. Губернатор Флориды ввёл режим ЧС.
Изначально сообщалось об одном погибшем и 156 пропавших без вести. Из-под обломков извлекли 37 человек, 11 были госпитализированы.
К 27 июня число жертв возросло до 9. Было извлечено 8 тел из-под завалов, один человек скончался в больнице. Местонахождение 150 человек оставалось неизвестным. Среди пропавших без вести — по меньшей мере 31 выходец из стран Южной Америки, включая сестру жены президента Парагвая.
27 июня к поисково-спасательной операции присоединились спасатели из Израиля. В разборе завалов также участвуют спасатели из Мексики.
К поискам привлечено более 800 спасателей.
К 30 июня число жертв возросло до 18 человек. Среди них — двое детей в возрасте 4 и 10 лет.
1 июля президент США Джо Байден посетил место трагедии. Также в этот день разбор завала был приостановлен из-за угрозы дальнейшего обрушения и погодных условий. Через 15 часов работы были возобновлены. К Майами надвигается тропический шторм «Эльза», что может усложнить поисково-спасательные работы.
2 июля власти уточнили местонахождение 15 человек, ранее считавшихся пропавшими без вести, а число жертв возросло до 22.
4 июля поиски были вновь приостановлены из-за сноса оставшихся частей и надвигающегося шторма.
К 7 июля число найденных под завалами тел достигло 54. Спустя две недели после обрушения поисково-спасательная операция была объявлена завершённой, так как, по мнению спасателей, шансы найти живых под завалами отсутствуют.
23 июля поиски тел официально завершились.
Последний погибший был идентифицирован 26 июля, окончательное число жертв обрушения достигло 98.
| Страна     | Погибли | Ранены |
| ---------- | ------- | ------ |
| США        | 67      | 10     |
| Парагвай   | 5       |        |
| Аргентина  | 4       | 1      |
| Венесуэла  | 4       |        |
| Куба       | 4       |        |
| Канада     | 4       |        |
| Колумбия   | 3       |        |
| Уругвай    | 3       |        |
| Австралия  | 2       |        |
| Чили       | 1       |        |
| Коста-Рика | 1       |        |
| Всего      | 98      | 11     |

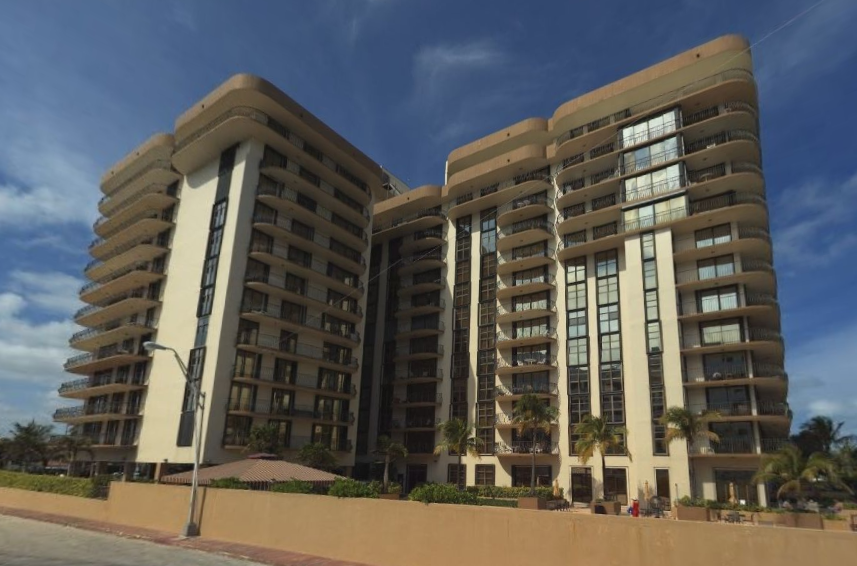
Champlain Towers South в 2015 году

Также по сообщениям СМИ около 20 человек имели паспорта Израиля.

## Расследование
Глава округа Майами-Дейд Даниэлла Ливайн-Кава заявила, что нет свидетельств того, что обрушение было вызвано намеренно.
За месяц до обрушения на крыше здания проходили ремонтные работы.
За три года до обрушения экспертами были выявлены повреждения конструкции. Сообщалось о необходимости устранения трещин в колоннах и стенах подземной парковки. Через несколько дней после обрушения в здании должны были начаться ремонтные работы. Жильцы жаловались на трещины в бетоне и скапливающуюся влагу. Были сообщения о воде в подвальных помещениях.
После обрушения власти призвали проверить все дома старше 40 лет и выработать новые стандарты сертификации зданий.